# 大谷能生
大谷 能生（おおたに よしお、1972年6月29日 - ）は、日本の評論家、サックス奏者、ラッパーである。慶應義塾大学アート・センター訪問所員。

## 来歴
青森県八戸市出身。中学生の頃にジャズを好きになった。青森県立八戸高等学校卒業。18歳から演奏を始める。
横浜国立大学教育学部中退。大学ではモダンジャズ研究会（YNU MODERN JAZZ SOCIETY）に所属していた。1991年入学のOBであり、同期に安川一志がいた。
1996年から2002年にかけて大和田洋平、赤坂宙勇、臼田勤哉とともに「複製技術を前提とした音楽制作に対応する批評の確立」を目的とする音楽批評誌「EsPresso」を編集・執筆していた。主な活動については後述。
1996年12月、桜井通開のミニコミ『shortcut』79号に寄稿。1999年より八品幸史郎との音楽活動を開始。また、Small Size Pendeltonに加入。同年11月発売の『KAWADE夢ムック―総特集Jコミック作家ファイルBEST145』にライターとして参加。

### 2000年代
- 2000年2月にリリースされたSmall Size Pendeltonのアルバム『三下』に、豊田道倫、松本亀吉とともにコメントを寄せる[2]。5月5日、名古屋・鶴舞公園内公会堂にてSmall Size Pendeltonでライブ。6月、京都府丹後半島にサウンド･アーティスト鈴木昭男を訪ね、取材を行う。
- 2001年7月、大月隆寛監修の『別冊宝島Real17　腐っても「文学」!?』に「いまどきの文学作品の背景には、どんな音楽が流れているのか？」を寄稿。12月、大谷が参考資料作成を行った、佐々木敦『テクノイズ・マテリアリズム』が刊行される。

- 2002年5月1日から6月26日にかけて映画美学校で菊地成孔とともに「音楽美学講座・商業音楽理論史」という講義を行った。全12回。講義は『憂鬱と官能を教えた学校』（河出書房新社、2004年9月）として書籍化された。10月14日、渋谷アップリンク・ファクトリーにて「Free at Last!　大友良英と大谷能生によるフリージャズ・レクチャア」を行う。12月19日～23日には、入谷なってるハウスにて行われた『インディペンダント・アンダーグラウンド・ミュージック・フェス』のアシスタント・プロデューサーを務めた。また、12月21日に発売された南博 GO THERE!『CELESTIAL INSIDE』のライナーノーツを執筆。

- 2003年1月発売の『KAWADE夢ムック―総特集江口寿史』にてキーワード執筆と堅田浩二インタビューを担当。同年10月20日に大谷が責任編集を務めた『Improvised Music from Japan EXTRA 2003』が発売された[3]。鈴木美幸が運営しているウェブサイト「Improvised Music from Japan」が紙媒体として発行していた雑誌の増刊号である。同号の冒頭に掲載された大谷の文章「Improv's New Waves ―論考―」（加筆修正を施しタイトルを「Improve New Waves」と改めたものが『貧しい音楽』（月曜社、2007年）に収録されている）に対しては、音楽批評家北里義之が2004年1月5日発行の『NEWS OMBAROQUE 62号』に掲載した「即興と音響の合流点で」において疑義を唱えた。

- 2004年～2005年には、東京大学教養学部で菊地と講義を行った。2004年のジャズ史講義は『東京大学のアルバート・アイラー―東大ジャズ講義録・歴史編』（メディア総合研究所、2005年5月）、『東京大学のアルバート・アイラー―東大ジャズ講義録・キーワード編』（メディア総合研究所、2006年3月）として、2005年度の講義は高村是州との鼎談、ケイ赤城へのインタビューを加えて『M/D マイルス・デューイ・デイヴィスIII世研究』（エスクアイア マガジン ジャパン、2008年3月）として書籍化された。2004年12月4日、ジャズレクチャー「Jazz Logic PATAPHYSIQUE」を行う。12月5月、大阪のjaz'room nu thingsにて開催されたイベント「speak raw」に八品幸史郎（chiromix）とのユニット「shiken-bisha」で参加。ライブを行った。イベントの主催はSmall Size Pendeltonの前田憲芳。

- 2005年4月6日から2006年3月29日まで『WANTED!』（TOKYO FM）の水曜パーソナリティーを菊地とともに務めた。放送時間は27:00 - 29:00。当初生放送であったが、「後半から収録にした」[4]。5月8日、ジャズレクチャーvol.2「"Jazz Logic PATAPHYSIQUE"特別編　東大ジャズ講義」を大阪の本町nu thingsにて行う。8月より月に一度のレギュラー・イベント「大谷能生のフランス革命」を開始。渋谷アップリンク・ファクトリーにて。9月9日、Small Size Pendeltonとして渋谷青い部屋にてライブ。大高直樹、前田憲芳、青木雄一郎、大谷、ひでこ、小林賢輔の7人編成。共演はヒゲの未亡人（岸野雄一＋ゲイリー芦屋）。
- 2006年、5月に発売された『サイゾー』6月号から「東京サーチ＆デストロイ」の連載を開始[5]。連載は6回で中止。7月14日、「大谷能生のフランス革命」最終回。7月29日～30日、渋谷アップリンクファクトリーにて開催された、佐々木敦の企画「第一回批評サミット：批評家トライアスロン！」の2日目に参加。8月、「猛暑を乗り切る批評と音楽」として青山ブックセンター六本木店にて選書フェアを行った。また、8月23日、南青山「BOOK246」にてレクチャー「持ってゆく歌、置いてゆく詞 portable songs & disportable words vol.2：ボリス・ヴィアン」を行う。vol.2を行った段階でのその後のラインナップとしては第3回：色川武大（阿佐田哲也）、第4回：マルコム・Ｘが予定されていた。9月21日、『KAWADE道の手帖　武満徹』発売。大谷が司会を務めた青山真治、大友良英の対談「あの独特の音世界は僕らのなかに刷り込まれている」および大谷の論考「現実、ぼくの唇が火傷しないのがむしろ不思議というべきだろうか。ミュジーク・コンクレートとシュルレアリスム」が収録されている。9月22日～24日に京都芸術センターにて行われたチェルフィッチュの講演「体と関係のない時間」に音楽・音響協力として参加。9月27日、南青山「BOOK246」にてレクチャー「持ってゆく歌、置いてゆく詞 portable songs & disportable words vol.2：色川武大（阿佐田哲也）」を行う。9月30日には、大谷がオーディオコメンタリーに参加した、冨永昌敬監督の映画『シャーリー･テンプル･ジャポン (パート１&パート2)』のDVDが発売された。9月末よりEsquireのWebサイトにて連載をスタートさせる。南青山「BOOK246」でのレクチャーをまとめたもので、第一回目は深沢七郎を取り上げた。連載は2009年に『持ってゆく歌 置いてゆく歌：不良たちの文学と音楽』として刊行された。10月より映画美学校クリティカル・コースの講師として野々村文彦と授業を受け持った。12月20日、南青山「BOOK246」にてレクチャー「持っていくうた 置いていくうた　portable songs & disportable words vol.5：宮澤賢治」を行う。

- 2007年、大谷は『三太 vol.5』（1月19日発行　角田俊也・杉本拓・吉村光弘によるフリーペーパー）に寄稿した「ジョン・ケージは関係ない」にて2004年の北里の論考「即興と音響の合流点で」に返答（それに対する北里の再返答が同年12月に刊行された『サウンド・アナトミア―高柳昌行の探究と音響の起源』（青土社）所収の論考「ケージではなく、何が」である）。1月20日、南青山「BOOK246」にて「持ってゆくうた、置いてゆくうた portable songs & disportable words vol. EXTRA　菊地成孔×大谷能生トークショー：新春放談」を行った。2月、木村覚によるレクチャー「超詳解！２０世紀ダンス入門」を受講。3月6日、東京芸術見本市のインターナショナル・ショーケースにて木村覚と「映像ショーケース―「映された」身体表現にみる戦後から現在までのアートの諸相とこれから」と題したレクチャーを行った。大駱駝艦、チェルフィッチュ、手塚夏子などを紹介。6月、南青山「BOOK246」にてレクチャー「持っていくうた 置いていくうた　vol.8「渋谷系とその時代」」を行う。ゲストにライター・ばるぼらを迎えた。6月23日、大阪市中央区の「ワークルーム」にてJazz Logic PATAPHYSIQUE vol.5「マイルス・デイビス特集」を行う。また、ランダムウォーク赤坂店にて菊地成孔と大谷による選書フェア「マイルス・デイビスは関係ない」が6月25日まで開催された。

- 2008年には慶応大学にて菊地と講義を行った。講義内容は『M/D マイルス・デューイ・デイヴィスIII世研究』、『服は何故音楽を必要とするのか?―「ウォーキング・ミュージック」という存在しないジャンルに召還された音楽達についての考察』（菊地の単著　INFASパブリケーションズ、2008年3月）を「併せたもの」[6]で、『アフロ・ディズニー エイゼンシュテインから「オタク＝黒人」まで』（文藝春秋、2009年8月）、『アフロ・ディズニー2　MJ没後の世界』（文藝春秋、2010年9月）の2冊に纏められた。4月17日～18日、名古屋cafe parlwrにてライブとレクチャーと行った。17日は平尾義之、長坂均、渓、杉山耕二、後藤朋子、一瀬大悟とのセッション。18日はレクチャー「二〇世紀の歌と抽象」第二回「White Christmas、アーヴィング・バーリン」。4月23日～25日、木村覚とともに企画したイベントシリーズ「direct contact vol.1」が月島TEMPORARY CONTEMPORARYにて開催された。神村恵らが出演。また、杉本拓、大蔵雅彦、宇波拓による室内楽コンサートが演奏。6月3日、新宿ピット・インにて「『サウンド・アナトミア』北里義之処女評論集出版記念ライブ」に参加し、北里と対談。同日そこで行われた吉増剛造（朗読）・吉田アミ（ボーカル）・大友良英（ギター）のライブ・パフォーマンスを見て、衝撃を受ける[7]。6月12日～13日、名古屋cafe parlwrにてライブとレクチャーと行った。12日、臼井康浩とのデュオでライブ、13日はレクチャー「二〇世紀の歌と抽象」第三回「コール・ポーター、Just One of Those Things」。9月9日～11日には「direct contact vol.2」が再び月島TEMPORARY CONTEMPORARYにて開催された。大橋可也&ダンサーズ、秋山徹次らが出演。イベントと同時に「direct contact vol.2」に関する批評文を公募し、大谷・木村が審査するという「DC第１回批評文募集」が開催され、12月に審査結果と総評が発表された[8]。
- 2009年7月2日、大谷能生MJQTとして高円寺無力無善寺で行われた日本ロックフェスティバルに出演。7月12日、渋谷のClub・Bar shiftyにてテプ発ライブ。chiromix、八品＋竹尾、シケンビシャ、真部脩一＋やくしまるえつこ、pasadena、Q's、DJ lpが出演。11月2日、松村浩行監督による映画『TOCHKA』の渋谷ユーロスペースにおける上映後のトークに参加。

### 2010年代
- 2010年より菊地とともに、宇川直宏が主宰するDOMMUNEにて不定期の配信番組JAZZDOMMUNEを開始。初回放送は2010年3月20日。第4回目の放送は文字起こしされ『DOMMUNEオフィシャルガイドブック‐1ST』（DOMMUNE BOOKS0001　幻冬舎、2011年8月）に収録された。初回から第4回を除いた第8回までの放送（7回分）については『JAZZDOMMUNE』（DOMMUNE BOOKS0008　メディア総合研究所、2012年1月）として書籍化されている。9月、相対性理論と大谷能生としてシングル『乱暴と待機』をリリース。シングルの2曲目に収録された「Summer Of Nowhere」は安川一志、八品幸史郎との共作。12月13日、名古屋cafe parlwrにてレクチャー「大谷能生による二〇世紀ルネッサンス」を行う。
- 2011年4月、清澄白河SNACにてマームとジプシー「あ、ストレンジャー」を観劇。
- 2012年2月25日、西荻窪のビリヤード場「ビリヤード山崎」にて第59回 西荻ブックマーク「大谷能生『植草甚一の勉強・音楽編』」 なるレクチャーを行う。5月、清澄白河SNACにてマームとジプシー「マームと誰かさん・ひとりめ」の音楽を担当。
- 2013年5月、『エクス・エクス・ポナイト！』に湯浅湾 feat. 大谷能生として参加。会場は渋谷O-nest。
- 2015年6月に初舞台主演作品となる『海底で履く靴には紐がない』（山縣太一作・演出・振付）を上演。11月～12月、みなとみらいのイベントスペース「BUKATSUDO」にて「大谷能生の「はじめてのジャズ」」を行う。全5回。
- 2016年8月、「BUKATSUDO」にて「大谷能生の“真夏の夜のジャズ2016”　～ジャズの現在形を聴く～」開催。Yasei Collectiveのドラマー松下マサナオ、柳樂光隆、菊地成孔をゲストに迎えた。
- 2017年2月、ゴールデン街のbar GARDENにて「1994年リリース縛り」のDJを行う[9]。8月、「BUKATSUDO」にて「大谷能生のジャズ・モダニズム　vol.1」開催。9月には「大谷能生のジャズ・モダニズム　vol.2」、10月に「大谷能生のジャズ・モダニズム　vol.3　～セロニアス・モンクと彼の愛した歌～」と続ける。また、9月にリリースされたオータカ（Small Size Pendeltonの大高直樹）のアルバム『オータカベスト』に推薦コメントを寄せている[10]。

## 人物
- 演奏家としてのライブ活動や音楽、文学に関するレクチャーを開くなどの活動をしている。

- 音楽に関しては一番好きなジャンルはモダン・ジャズと発言している。
- 趣味は将棋。好きなアーティストはマイルス・デイヴィス、羽生善治、吉田健一[11]。

- 中居正広、木村拓哉と同い年である。

## 参加バンド
- Mas
- feep
- sim
- anagram chance - コレクティヴ・インプロヴィゼーション・テクノ・ユニット。saxを担当していた。
- Unit Gramphone - 2006年10月21日（土）、企画「HEADZ 10th Anniversary - さらば FADER BY HEADZ ドットCOM -」にて東京・O-nestで初ライブ。共演：竹村ノブカズ、ジム・オルーク、PORTRAL+10K、d.v.d（Itoken + Jimanica + ymg）
- Politico3s
- shiken-bisha - 大谷と八品幸史郎による、関西限定のライブユニット。2005年、大阪でライブ。2008年10月、大阪でライブ。2009年1月、名古屋で行われた「溺死ジャーナル501」刊行記念イベントにてライブ。
- Small Size Pendelton - 1999年参加。
- MJQT - 大谷(a-sax)、吉田隆一（b-sax）、坂口光央（key）

## EsPresso
大谷、大和田洋平（1974年生まれ）、赤坂宙勇（1975年生まれ。サイト運営も担当）、臼田勤哉（1975年生まれ。後にImpressのAV WATCH編集長を務めた）が編集・執筆をしていた。伊端友則がデザイン・レイアウト、森山祐哉が写真、うつろあきこがマンガを担当。音楽批評誌「EsPresso」の刊行のほかにも、ライブイベント「sighphone」やアーティスト、批評家を招いての勉強会、公開インタビュー等を中心としたイベント「NO BLEND」が行われていた。また、別冊「EsPresso」としてフリーペーパー「アメリカン」の刊行も行われていた。
そもそも、『EsPresso』は『オーバーロード』の別冊として発行されはじめた。『オーバーロード』とは横浜国立大学の広告デザイン研究会が作っていた壁新聞『スピード＆ラフ』をまとめて編集した別冊の評論ミニコミで、桜井通開の『shortcut』から影響を受けたとされている。
- 『EsPresso』1号「特集：リスナ－至上主義！」　1996年9月30日発行。32ページ。200円。 - 大谷、大和田洋平、森末潤一の鼎談「ninja tuneを聴きながら・・・」収録。
- 『EsPresso』2号「特集：音楽／媒介」　1996年12月15日発行。50ページ。300円。 - 佐々木敦インタビュー。
- 『EsPresso』3号「特集：音楽／媒介２」　1997年3月1日発行。46ページ。300円。 - 横浜国立大学で教鞭をとっていた梅本洋一のインタビュー。
- 『EsPresso』別冊3.5号　『カプチーノ』「特集：音楽／媒介２」　1997年6月20日発行。26ページ。200円。
- 『EsPresso』4号「特集：うた（WORD/SOUND)」　1997年9月15日発行。66ページ。300円。 - 巻上公一のインタビュー収録。
- 『EsPresso』5号「特集：1997BEST DISC SELECTION」　1998年1月25日発行。54ページ。300円。 - 『shortcut』を主宰していた桜井通開を交えた座談会収録。
- 『EsPresso』別冊　『Synthesized Talks Variation』「特集：VS TECHNO前夜祭」　1998年5月15日発行。34ページ。200円。
- 『EsPresso』6号「特集：VS TECHNO.」　1998年6月21日発行。74ページ。350円。 - 佐々木敦、原雅明インタビュー。
- 『EsPresso』7号「特集：LIVE:EVIL」　1999年1月25日発行。124ページ。500円。 - 大友良英、OVALインタビュー。
- 『EsPresso』8号「特集：GUITAR ME POP！」　1999年8月13日発行。128ページ。500円。 - 山本精一、ジム・オルーク、杉本拓インタビュー。ジョン・フェイヒィ来日公演記念座談会。
  - 「sighphone vol.1」　1999年8月13日、高円寺UFOCLUBにて。
  - 「sighphone vol.2」　2000年1月28日、高円寺UFOCLUBにて。Small Size Pendelton、サンガツ、オータカ、Anagram Chance、Shiken-Bishya、chiromix、Toss&Volleyら、出演アーティストの曲が収められたCDR「no title」を配布。
- 『EsPresso』9号「特集1：Arts on、特集2：Post Man Rock、特集3：Guitar Pop Cemetery」　2000年6月20日発行。204ページ。820円。 - くるり、クリストフ・シャルル、Wrk、サンガツ、スモール・サイズ・ペンドルトン、ブレント・グッツァイト、松原幸子インタビュー。川崎弘二による小杉武久目録。
- 2000年7月1日、「ESPRESSO Presents 音響派について」が「TINAMIX」に掲載される。
- 『EsPresso』10号「File#D 「ディスカウント･ミュージック／貧しい音楽」、File#P 「Post Man Rock」」　2001年1月28日発行。 - コンピュータースープ、ツキノワ、アメフォン、タウン・アンド・カントリー、杉本拓、大友良英、佐々木暁インタビュー。
  - 「NO BLEND vol.1」：「ESPRESSO」10号発刊記念。2001年1月28日、新高円寺 SALON by marbletronにて。
  - 「NO BLEND Vol.2」：「インプロヴィゼーションの起源と根源」講師：佐々木敦　2001年3月30日、早稲田大学第二学生会館402号室にて。
- 『EsPresso』11号「特集1：OUTDOOR INFOMATION、特集2：Guitarist Gathering」　2002年7月発行。 - 大谷は11号にて編集を降板。
  - 『Sigh-Phone Vol.3』：『EsPresso』11号のリリースパーティー。2002年7月5日、渋谷Nest Loungeにて。

## 著書

### 単著
- 『貧しい音楽』（月曜社、2007年10月)
- 『散文世界の散漫な散策：二〇世紀の批評を読む』 (メディア総合研究所〈ブレインズ叢書〉、2008年12月)
- 『持ってゆく歌 置いてゆく歌：不良たちの文学と音楽』（エスクァイア・マガジン・ジャパン、2009年4月）※発売はアクセスパブリッシング
- 『植草甚一の勉強』（本の雑誌社、2012年1月） - イラストは八品幸史郎。
- 『ジャズと自由は手をとって（地獄に）行く』（本の雑誌社、2013年5月）
- 『平岡正明論』（Pヴァイン、2018年5月）
- 『平成日本の音楽の教科書』（新曜社、2019年5月）
- 『歌というフィクション』（月曜社、2023年4月）
- 『〈ツイッター〉にとって美とはなにか 　SNS以後に「書く」ということ』（フィルムアート社、2023年11月）

短編小説
- 「鏡の国のデューク・エリントン楽団」『新潮』2008年5月号（新潮社、2008年4月）
- 「空地」『STRANGE FICTION』（『S-Fマガジン』2009年5月増刊号、早川書房、2009年3月）

### 菊地成孔との共著
- 『憂鬱と官能を教えた学校』 (河出書房新社、2004年9月)
  - 『憂鬱と官能を教えた学校 上 【バークリー・メソッド】によって俯瞰される20世紀商業音楽史 調律、調性および旋律・和声』河出書房新社〈河出文庫〉、2010年5月。
  - 『憂鬱と官能を教えた学校 下 【バークリー・メソッド】によって俯瞰される20世紀商業音楽史 旋律・和声および律動』河出書房新社〈河出文庫〉、2010年5月。
- 『東京大学のアルバート・アイラー ：東大ジャズ講義録・歴史編』（メディア総合研究所、2005年5月）のち文藝春秋〈文春文庫〉、2009年3月。
- 『東京大学のアルバート・アイラー ：東大ジャズ講義録・キーワード編』（メディア総合研究所、2006年3月）のち文藝春秋〈文春文庫〉、2009年3月。
- 『M/D マイルス・デューイ・デイヴィスIII世研究』（エスクァイア・マガジン・ジャパン、2008年3月）のち河出文庫、2011年8月。(文庫化の際上下巻として分冊刊行)
- 『アフロ・ディズニー エイゼンシュテインから「オタク＝黒人」まで』（文藝春秋、2009年8月）
- 『アフロ・ディズニー2　MJ没後の世界』（文藝春秋、2010年9月）
- 『JAZZDOMMUNE』（メディア総合研究所、2012年1月）

### 他の共著
- 『日本の電子音楽』（愛育社、2006年7月) ※川崎弘二が主著者
- 『大谷能生のフランス革命』（以文社、2008年3月)※門松宏明との共著
- 『日本ジャズの誕生』（青土社、2008年12月）※瀬川昌久との共著
- 『魔法なんて信じない。でも君は信じる。』（太田出版、2009年10月） ※西島大介との共著
- 『村上春樹を音楽で読み解く』（日本文芸社、2010年9月）※栗原裕一郎、鈴木淳史、大和田俊之、藤井勉との共著
- 『ジャニ研！ジャニーズ文化論』（原書房、2012年10月）※速水健朗・矢野利裕との共著
- 『村上春樹の100曲』（立東舎、2018年6月）※栗原裕一郎、鈴木淳史、大和田俊之、藤井勉との共著
- 『ニッポンの音楽批評150年100冊』（立東舎、2021年11月）※栗原裕一郎との共著

## 音楽作品

### ソロ
- 「河岸忘日抄」より (HEADZ、2006年12月)
- Jazz Abstractions (BLACK SMOKER RECORDS、2012年3月)
- 舞台のための音楽2 (HEADZ、2012年6月) ※2枚組
- Jazz Alternative (BLACK SMOKER RECORDS、2016年12月)
- Jazz Modernism (BLACK SMOKER RECORDS、2021年8月)

### JAZZ DOMMUNISTERS
- BIRTH OF DOMMUNIST（ドミュニストの誕生）（ビュロー菊地 / Apollo Sounds、2013年11月）
- BIRTH OF DOMMUNIST(ドミュニストの誕生)(TABOO / Sony Music Artists Inc、2015年3月)※リイシュー
- Cupid & Bataille, Dirty Microphone(TABOO / Sony Music Artists Inc、2017年6月)

### mas
- turn（Flyrec、2004年）
- steppers+（Flyrec、2005年）
- えんけい（Penguinmarket Records、2010年）

### sim
- sim（HEADZ、2005年）
- common difference（MIDI CREATIVE、2006年）
- Monte Alto Estate（doubtmusic、2009年）
- sec:ond sim（doubtmusic、2011年）

### feep
- the great curve（mao、2003年）

### プロデュース
- Le son sauvage/Tokyo Next Texture (ewe、2005年3月23日)

### その他 、共作など
- 『みずうみのかもめ』(『長短調(または眺め身近め)』公式サウンドトラック) - 大谷能生：作曲、プロデュース　中野成樹：作詞
- 『乱暴と待機』 - 相対性理論と大谷能生の共作。
- 『Spike & Me』(作詞) - 直枝政広と大谷能生の共作。(カーネーション『SWEET ROMANCE』収録)
- 『砂遊び(リミックス)』 - 作詞作曲:入江陽。大谷能生・大島輝之によるリミックス。(入江陽の2013年のアルバム『水』に収録)
- 『秋刀魚にツナ～リアルタイム作曲録音計画』 - 大島輝之との共作

## 出演作品

### テレビ番組
- スコラ 坂本龍一 音楽の学校 シーズン１「ジャズ編」2010年

### ラジオ番組
- 「WANTED!」水曜日　（JFN全国34局ネット　水曜日27:00～29:00）　2005年4月～2006年3月の1年間、菊地成孔と担当していた。
- 2011年1月1日の坂本龍一ニューイヤー・スペシャル（NHK-FM）にて坂本龍一とフリーセッションを行う。ラップなどを披露した。